# Svenska samskolan i Helsingfors

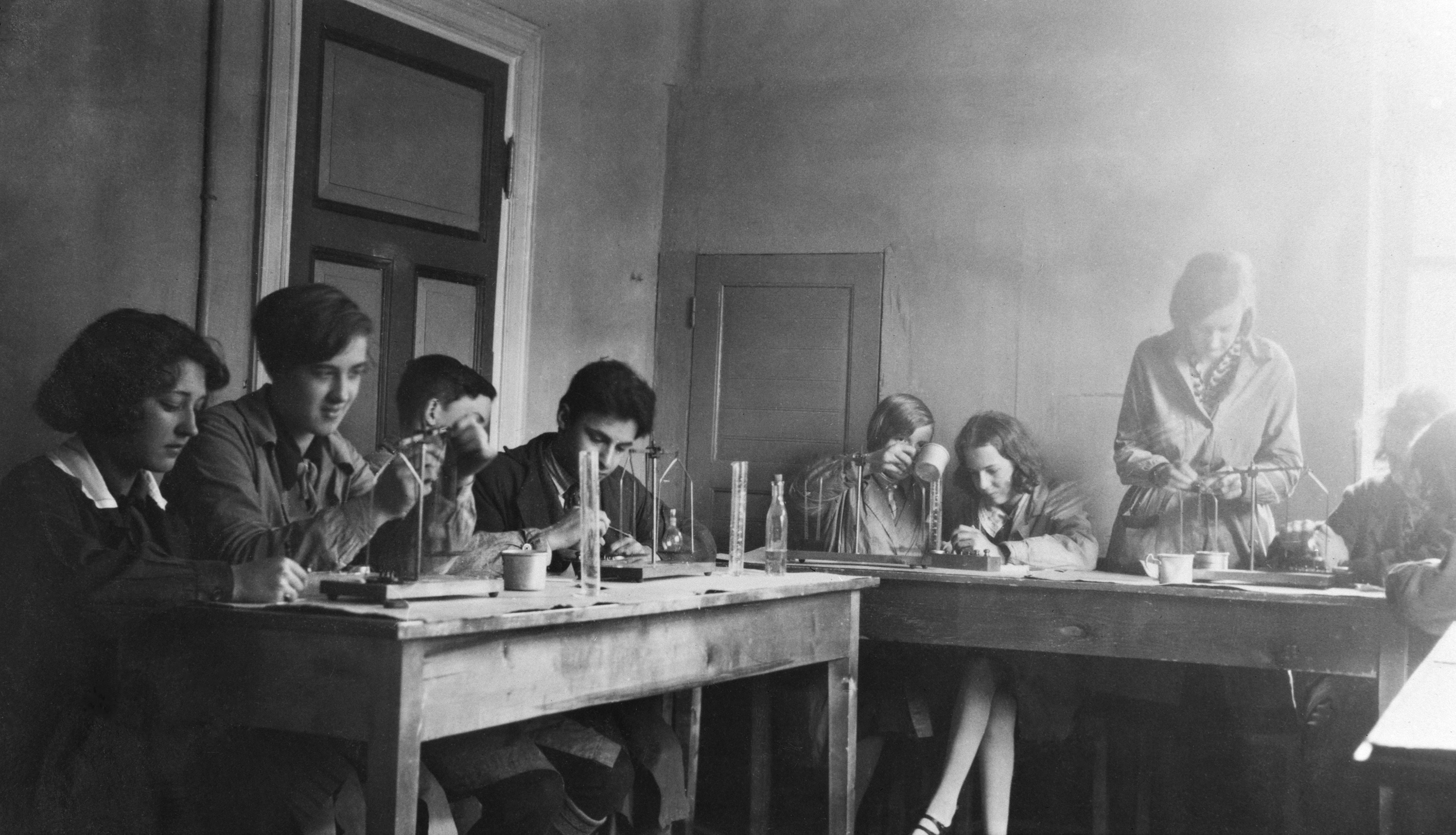
Svenska samskolan i Helsingfors, fysiklektion på 1930-talet.

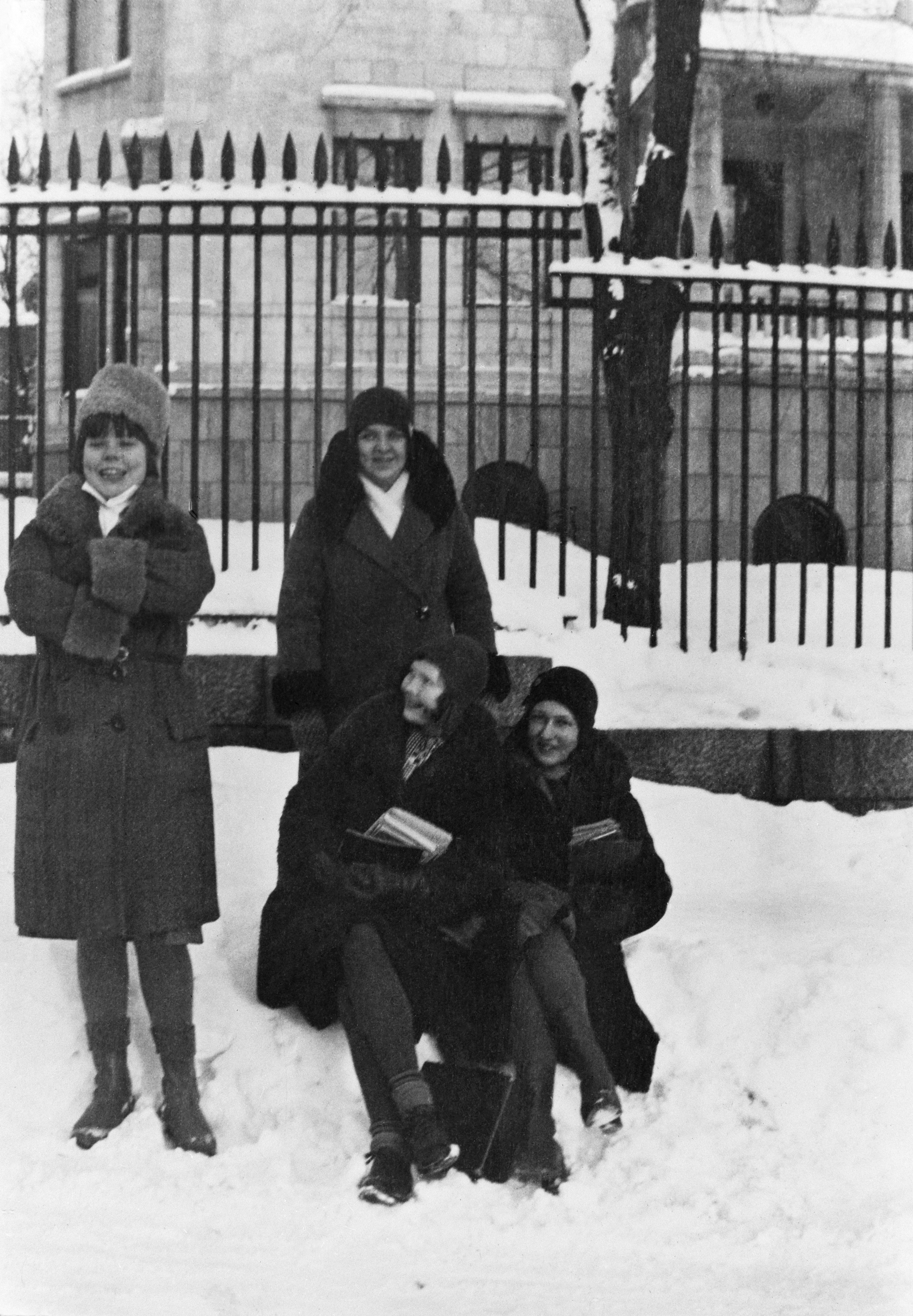
Svenska samskolan i Helsingfors, elever på väg till skolan år 1931.

Svenska samskolan i Helsingfors, kallad Pontan, var ett svenskspråkigt läroverk som verkade i Helsingfors år 1913-1952. Skolan flyttade 1945-1952 stegvis till Munksnäs och blev sedan Munksnäs svenska samskola. 

## Historia
Skolan grundades år 1913 av överstinnan Fanny de Pont, då under namnet Svenska samskolan i Helsingfors. Skolan kallades även de Pontska skolan, Ponttan, efter grundaren. Under de första tre åren verkade skolan på Bergmansgatan 11 i Ulrikasborg. Hösten 1916 köpte skolan en fastighet på Parkgatan 4 i Brunnsparken.
Svenska samskolan i Helsingfors hade nio klasser. Från starten fokuserade skolan mycket på att utveckla samundervisningen och pedagogiken. Redan på 1910-talet ingick både morallära och samhällslära som enskilda läroämnen i läroplanen. Från och med hösten 1919 hade skolan också en skild linje för flickor. Från och med hösten 1920 kunde eleverna skriva studenten vid skolan.
År 1945 flyttade skolan gradvis till Munksnäs till Solnavägen 18-20. De första åren verkade skolan i en hyrvilla. Skolans nya fastighet i Munksnäs färdigställdes i sex skeden år 1949-1962. År 1952 bytte skolan namn till Munksnäs svenska samskola. I takt med att skolan flyttade ut ur Parkgatan 4, flyttade Helsingfors franska folkskola in.
Skolan ägdes av Fanny de Pont år 1913-1924, av Margit Juslin år 1925-1930, av Stiftelsen svenska samskolan i Helsingfors år 1930-1952 och därefter av Munksnäs svenska skolförening.

## Elevantal
| Läsår   | Lärare | Elever | Studenter |
| 1913/14 | 8      | 26     | -         |
| 1920/21 | 24     | 217    | 7         |
| 1930/31 | 26     | 262    | 13        |
| 1938/39 | 25     | 231    | 8         |
| 1950/51 | 21     | 221    | 10        |

## Rektorer
- Fanny de Pont 1913-1924
- Carl Sanmark 1925-1936
- Håkan Lindberg 1936-1946
- Gunnar Fagerlund 1946-1952, fortsätta vid Munksnäs svenska samskola

## Publikationer om skolan
- Historik över Svenska samskolan i Helsingfors 1913–1938, redaktör Margit Juslin med andra
- Minneskrift över "de Pontska skolan", Svenska samskolan i Helsingfors 1938-1952, Helsingfors 1965.